# Carlos Chorro Zaragoza
Carlos Chorro Zaragoza (Alicante, 1822 - finales del siglo XIX) fue un político alicantino, alcalde de Alicante durante la restauración borbónica.
Fue miembro del V Regimiento de la Milicia Nacional en Alicante y convencido francmasón, miembro de la Logia Constante Alona. Durante la restauración borbónica fue miembro del Partido Liberal, con el que fue nombrado alcalde de Alicante en tres ocasiones: 1879, 1881 y 1882-1883; y de 1882 a 1885 fue concejal de hacienda y obras públicas. Durante su mandato destacó por iniciar las obras del jardín del Paseíto Ramiro.